# Arcania cornuta
Arcania cornuta is een krabbensoort uit de familie van de Leucosiidae. De wetenschappelijke naam van de soort is voor het eerst geldig gepubliceerd in 1905 door MacGilchrist.